# Medophron nigriceps
Medophron nigriceps är en stekelart som först beskrevs av Thomson 1883.  Medophron nigriceps ingår i släktet Medophron och familjen brokparasitsteklar. Arten är reproducerande i Sverige. Inga underarter finns listade i Catalogue of Life.